# Pomnik Mikołaja Kopernika w Krośnie
Pomnik Mikołaja Kopernika w Krośnie – posąg przy ul. Piotra Skargi w Krośnie przed budynkiem I Liceum Ogólnokształcącego im. Mikołaja Kopernika.
Pomnik autorstwa Stanisława Kochanka przedstawia polskiego astronoma Mikołaja Kopernika na cokole w ujęciu do pasa. Kopernik opiera się lewą ręką na kuli ziemskiej, drugą ręką przysłania oczy, patrząc w niebo.
Pomnik odsłonięto w 1973 roku, podczas trwania ogólnopolskich obchodów 500. rocznicy urodzin astronoma, zwanych Rokiem Kopernikańskim. Autorem pomnika był Stanisław Kochanek. 